# Samar Sen
Samar Sen fue un diplomático indio.
- En 1939 entró el Bengal Cadre de la Indian Civil Service y fue asistente del magistrate y colector de impuestos.
- De 1940 a 1946 fue oficial de la subdivisional y contralor regional de Contratación (subdivisional officer and regional controller of procurement).
- En 1946 fue reclutado para el Indian Political Service.
- De septiembre de 1946 a marzo de 1948 fue secretario de enlace al Sede de la Organización de las Naciones Unidas, que de 1946 a 1951 se ubicó en Lake Success.
- En 1948 fue secretario adjunto en el Ministerio de Asuntos Exteriores (India).
- De 1949 a 1950 fue Officer on Special Duty (India) y gerente de la cancillería de la Alta Comisión de la India en Londres.
- De 1950 a 1953 fue secretario adjunto en el departamento de publicidad en el extranjero en el Ministerio de Asuntos Exteriores (India).
- De 1955 a 1957 fue Cónsul General and Representative of India ante la en:International Control Commission en Vientián (Laos).
- De 1957 a 1959 fue secretario de enlace en el Ministerio de Asuntos Exteriores (India).
- De 1959 a 1962 fue Alto Comisionado en Canberra con comisión en Wellington.
- De 1962 a 1964 fue embajador en Argel (Argelia).
- De 1964 a 1966 fue embajador en Beirut (Líbano) con coacredición en la Ciudad de Kuwait, Amán y Alto Comisionado en Nicosia.
- De 1966 a 1969 fue Alto Comisionado en Islamabad.
- De 1969 a 1972 fue representante permanente ante la Sede de la Organización de las Naciones Unidas.
- De 1972 a 1975 fue Alto Comisionado en Daca (Bangladés).
- De 1975 a 1977 fue embajador Estocolmo.[1]